# Уральский государственный юридический университет
Уральский государственный юридический университет имени В. Ф. Яковлева (УрГЮУ) — старейшее и ведущее советское и российское юридическое высшее учебное заведение, расположенное в Екатеринбурге, входит в пятёрку лучших юридических вузов страны.

## История
Университет был создан 15 сентября 1918 года как юридический факультет (позднее переименованный в факультет советского строительства и права) в составе Иркутского государственного университета.
Постановлением Президиума ВЦИК РСФСР от 20 апреля 1931 года он был преобразован в Сибирский институт советского права и переведён из Иркутска в Свердловск. 5 марта 1935 года Сибирский институт советского права был переименован в Свердловский правовой институт, который 3 июля 1936 года стал называться Свердловским юридическим институтом.
17 декабря 1954 года Свердловскому юридическому институту было присвоено имя А. Я. Вышинского. С 16 января 1962 года Свердловский юридический институт имени А. Я. Вышинского снова стал именоваться Свердловским юридическим институтом. В 1981 году Свердловскому юридическому институту было присвоено имя советского юриста Романа Андреевича Руденко; институт был награждён орденом Трудового Красного Знамени, и в том же году он стал именоваться Свердловским ордена Трудового Красного Знамени юридическим институтом имени Р. А. Руденко.
24 декабря 1992 года институт был переименован в Уральскую государственную юридическую академию. 11 июля 2002 года она была внесена в ЕГРЮЛ как Государственное образовательное учреждение высшего профессионального образования «Уральская государственная юридическая академия». 19 мая 2011 года она была переименована в Федеральное государственное бюджетное образовательное учреждение высшего профессионального образования «Уральская государственная юридическая академия».
22 апреля 2014 года академию переименовали в Федеральное государственное бюджетное учреждение высшего образования «Уральский государственный юридический университет».
9 февраля 2022 года Уральскому государственному юридическому университету было присвоено имя В. Ф. Яковлева. В настоящее время учредителем ФГБОУ ВО «УрГЮУ» является Министерство науки и высшего образования Российской Федерации.
В 2004 году УрГЮУ стал лауреатом в номинации «Сто лучших вузов России» и получил награду «Золотая медаль. Европейское качество». В 2005 году ректор вуза профессор В. Д. Перевалов стал лауреатом Международной имиджевой программы «Лидеры XXI столетия» и был отмечен знаком «Объединённая Европа». В 2006 году УрГЮУ был награждён золотой медалью Французской ассоциации содействия промышленности.
Комбинат питания УрГЮУ в 2004 году стал лауреатом национальной премии «Золотой журавль».
С 1993 года в УрГЮУ издается научно-теоретическое и информационно-практическое издание «Российский юридический журнал». Также в университете издаются журналы:
- «Российское право: образование, практика, наука»
- «Электронное приложение к Российскому юридическому журналу»
- «Бизнес, менеджмент и право».

С 2000 года в УрГЮУ издаётся многотиражная газета «Юрист».
Фонд научной библиотеки УрГЮУ насчитывает более одного миллиона экземпляров.
С 2007 года Ассоциация юристов России проводит на базе вуза Европейско-Азиатский правовой конгресс (ЕАПК) с участием учёных и практиков, представителей органов власти и правоохранительных органов, специалистов из разных областей юриспруденции, представителей вузов и общественных организаций не только из России, но и из зарубежных стран.

## Структура университета
В состав УрГЮУ входят семь институтов и отдел докторантуры и аспирантуры.

### Институты и факультеты
- Институт юстиции
- Институт прокуратуры
- Институт права и предпринимательства
- Институт государственного и международного права
- Институт специальных образовательных программ
- Институт дополнительного образования
- Институт довузовской подготовки

### Кафедры
- административного права
- гражданского права
- гражданского процесса
- земельного, градостроительного и экологического права
- информационного права
- истории государства и права
- конституционного права
- криминалистики
- международного и европейского права
- предпринимательского права имени В. С. Якушева
- прокурорской деятельности
- русского, иностранных языков и культуры речи
- социально-гуманитарных дисциплин
- судебной деятельности и уголовного процесса имени П. М. Давыдова
- теории государства и права имени С. С. Алексеева
- трудового права
- уголовного права имени М. И. Ковалёва
- физического воспитания и спорта
- финансового права

## Директоры и ректоры СЮИ — УрГЮА — УрГЮУ
- 1931—1937 — Ю. М. Позан
- 1937—1938 — М. В. Хорохорин
- 1938—1939 — Г. И. Баев
- 1939—1941 — А. М. Патрик
- 1941 — П. Г. Денисов
- 1941—1942 — Т. С. Иванов
- 1942 — А. М. Быстрова
- 1942 — С. Н. Абрамов
- 1942—1943 — Э. С. Любашевский
- 1943—1953 — Д. Н. Исупов
- 1953—1986 — Д. Д. Остапенко
- 1986—2001 — М. И. Кукушкин
- 2001—2007 — В. Д. Перевалов
- 2007 — н. в. — В. А. Бублик

## Награды
- Орден Трудового Красного Знамени (11 июня 1981 года) — за заслуги в подготовке юридических кадров и развитие научных исследований.